# Hubert Jedin
Hubert Jedin (17. června 1900, Großbriesen, Horní Slezsko – 16. července 1980, Bonn) byl německým katolickým knězem a významným církevním historikem 20. století, který se věnoval především dějinám koncilů, zejm. tridentského a dějinám doby konfesionalizace.

## Život
Jedin, který pocházel z 10 dětí, studoval od r. 1918 dějiny a teologii v Mnichově, Freiburgu a Vratislavi, kde byl r. 1924 vysvěcen na kněze. V letech 1926–1930 studoval v Římě, posléze učil na univerzitě ve Vratislavi, ale protože jeho matka byla židovského původu, byla mu výuka nacisty zakázána. Kardinál Adolf Bertram jej jmenoval biskupským archivářem, pak pobýval znovu v Římě, kde se věnoval v rámci Görressovy společnosti edici akt tridentského koncilu.
Po válce se stal profesorem církevních dějin na katolické teologické fakultě v Bonnu, během druhého vatikánského koncilu byl koncilním znalcem. Byl oceněn čestným prstenem Görresovy společnosti, od r. 1968 se stal členem římské Accademia Nazionale dei Lincei.

## Dílo
Nejznámějším Jedinovým dílem jsou čtyřdílné dějiny tridentského koncilu, byl také hlavní redaktorem více svazkové příručky církevních dějin (Handbuch der Kirchengeschichte), zabýval se i problematikou periodizace a historické terminologie. jeho velkým přínosem je doplnění termínu katolická reforma jako protějšku pojmu protireformace a jejich vzájemné vymezení. Jedin je autorem asi 40 knih, jeho bibliografie zahrnuje asi 700 položek.
- Des Joh. Cochlaeus Streitschrift De libero arbitrio hominis (1525), Bu 1927.
- Geschichte des Konzils von Trient, 4 sv., Freiburg/Br. 1949–1976.
- Die deutsche Romfahrt von Bonifatius bis Winckelmann, 1950.
- Malé dějiny koncilů, Praha 1990.
- Zur Aufgabe des Kirchengeschichtsschreibers: Trierer Theologische Zeitschrift 70 (1961) 65-78.
- Der Quellenapparat der Konzilsgeschichte Pallavicinos. Pontificia Università Gregoriana, 1940.
- Kirche des Glaubens - Kirche der Geschichte, Freiburg 1966 (sebrané články).
- Il matrimonio. Una ricerca storica e teologica. Reinhardt Klaus a Morcelliana, 1981.
- Kirchengeschichtler aus Schlesien in der Ferne: Archiv f. schles. Kirchengeschichte XI (1953) 243-247.

### Redakce
- Reformationsgeschichtliche Studien und Texte 84, 1959n.
- Conciliorum Oecumenicorum Decreta, 1962
- Handbuch der Kirchengeschichte, 1963–1979
- Atlas zur Kirchengeschichte, 1970
- Rivista di storia della chiesa in Italia (od r. 1947)
- Saeculum (od r. 1952)